# Thorarchaeota
A Thorarchaeota egy törzs az Asgard főtörzsön belül. Az Asgard rendszertani csoport az eukarióták legközelebbi prokarióta rokona. További bizonyítékokat szolgáltat az élet kétdoménes fájához, amely azt állítja, hogy az eukarióták az Archaea doménből ágaztak el. Az Asgard archeák egysejtű tengeri mikrobák, amelyek ágszerű függelékeket tartalmaznak, és vannak az eukariótákéhoz hasonló génjeik. Először a szulfát-metán átmeneti zónából azonosították az árapályvíz üledékben. Génjeinek elemzése azt sugallja, hogy képes lehet lebontani a szerves anyagokat, így szerepet játszhat a szénciklusban, és közvetítő szerepet a kénciklusban. Majdnem minden a Wood-Ljungdahl útvonalhoz szükséges génnel rendelkezik, de a formiát-dehidrogenázhoz szükséges géneket nem találtak a genom elemzése során. Ennek egy lehetséges oka, hogy nem a teljes genomot elemezték.

## Fordítás
- Ez a szócikk részben vagy egészben  a   Thorarchaeota című angol Wikipédia-szócikk fordításán alapul.  Az eredeti cikk szerkesztőit annak laptörténete sorolja fel. Ez a jelzés csupán a megfogalmazás eredetét és a szerzői jogokat jelzi, nem szolgál a cikkben szereplő információk forrásmegjelöléseként.